# Ладински језик
Ладински (ladin — ладин) је романски језик из групе рето-романског језика. То је матерњи језик за око 30.000 људи на североистоку Италије у региону планина Доломита. То је један од најмањих језика Европе по броју говорника. 

## Територија
Регион у коме се говори ладински језик је подељен између више административних јединица. Планинске долине доприносе изолацији и очувању језика, али једна од последица је дијалекатска исцепканост. 
Ладински језик се говори:
- у провинцији Трентино-Јужни Тирол: област Болцана, Вал Гардене, Вал Бадије, Вал ди Фасе
- у провинцији Венето: област Белуно, Кортина д'Ампецо

У неким општинама ладински језик се користи у школству и администрацији.

## Пример
Ово је текст молитве Оче наш на једном од дијалеката ладинског језика (дијалект Вал Гардене). 
-{Pere nost, che t'ies en ciel,
 
l sibe santificà ti inuem,
 
l vënie ti rëni,
 
sibe fata ti ulentà,
 
coche en ciel enscì en tiera.}-

## Занимљивост
Познате личности које говоре ладински језик су скијашица Изолда Костнер и композитор Ђорђо Мородер. 